# Polanica-Zdrój
Polanica-Zdrój là một thị trấn thuộc huyện Kłodzki, tỉnh Dolnośląskie ở miền tây nam Ba Lan. Thị trấn có diện tích 17 km². Đến ngày 1 tháng 1 năm 2011, dân số của thị trấn là 6827 người và mật độ 396 người/km².